# ジロ・デ・イタリア 1931
ジロ・デ・イタリア 1931は、自転車競技のロードレース大会であるジロ・デ・イタリアの19回目のレース。1931年5月10日から31日まで行なわれた。全12区間。全行程3012km。
当年の開催より、総合首位選手にマリア・ローザと称するピンク色のジャージが送呈されることになった。レアルコ・グエッラが最初の着用者である。

## 総合成績
|    | 選手名                         | 国籍         | 時間            |
| -- | ------------------------------ | ------------ | --------------- |
| 1  | フランチェスコ・カムッソ       | イタリア王国 | 102時間40分46秒 |
| 2  | ルイジ・ジャコッベ             | イタリア王国 | +2分47秒        |
| 3  | ルイジ・マルキジオ             | イタリア王国 | +6分15秒        |
| 4  | アリスティーデ・カヴァッリーニ | イタリア王国 | +10分15秒       |
| 5  | エットーレ・バルマミオン       | イタリア王国 | +12分15秒       |
| 6  | アウグスト・ツァンツィ         | イタリア王国 | +12分16秒       |
| 7  | アントニオ・ペゼンティ         | イタリア王国 | +13分50秒       |
| 8  | アンブロージョ・モレッリ       | イタリア王国 | +16分59秒       |
| 9  | フェリーチェ・グレーモ         | イタリア王国 | +27分05秒       |
| 10 | エウジェニオ・ジェストリ       | イタリア王国 | +32分25秒       |

## マリア・ローザ保持者
| 選手名                   | 国籍         | 首位区間  |
| ------------------------ | ------------ | --------- |
| レアルコ・グエッラ       | イタリア王国 | 第1-第2   |
| アルフレード・ビンダ     | イタリア王国 | 第3-第5   |
| ミケーレ・マーラ         | イタリア王国 | 第6       |
| ルイジ・マルキジオ       | イタリア王国 | 第7-第9   |
| ルイジ・ジャコッベ       | イタリア王国 | 第10      |
| フランチェスコ・カムッソ | イタリア王国 | 第11-最終 |